# Dận Nhưng
Dận Nhưng (tiếng Mãn: ᠶᡡᠨ
ᠴᡝᠩ, Möllendorff: Yūn Ceng, Abkai: Yvn Qeng, chữ Hán: 胤礽, bính âm: Yìn Réng; 6 tháng 6 năm 1674 - 27 tháng 1 năm 1725), là Hoàng tử thứ 2 tính trong số những người con sống tới tuổi trưởng thành và là Hoàng đích tử duy nhất của Khang Hi Đế. Kỳ tịch của ông thuộc Hữu dực cận chi Tương Lam Kỳ đệ nhị tộc.
Ông là người được Khang Hi Đế lập làm Thái tử dù còn rất nhỏ, nhưng sau lại bị phế. Ông là Hoàng Thái tử đầu tiên của nhà Thanh được hưởng công khai lập trữ, cũng là vị duy nhất được Khang Hi Đế tự mình công bố thiên hạ, có được lễ sắc lập Thái tử. Sau khi ông bị phế lần thứ 2, Khang Hi đế không còn lập Thái tử nữa.

## Thân thế
Dận Nhưng sinh vào ngày 3 tháng 5 (âm lịch) năm Khang Hi thứ 13 (1674) là người con duy nhất còn sống tới tuổi trưởng thành của Hiếu Thành Nhân Hoàng hậu. Năm 1722, sau khi Dận Chân kế vị, để tránh kị húy, ông đổi thành Doãn Nhưng (tiếng Mãn: ᡳᠨ
ᠴᡝᠩ, Möllendorff: In Ceng, Abkai: In Qeng, chữ Hán: 允礽, bính âm: Yǔn Réng).
Hiếu Thành Nhân Hoàng hậu từng sinh cho Khang Hi Đế một Đích trưởng tử Thừa Hỗ (承祜) nhưng lại mất sớm khi mới 3 tuổi. Sau khi Dận Nhưng được sinh ra, Khang Hi Đế đã đặt nhũ danh là Bảo Thành (保成), hi vọng Đích thứ tử có thể bình an trưởng thành. Nhưng sau khi sinh Dận Nhưng, Hiếu Thành Nhân Hoàng hậu qua đời. Khang Hi Đế cực kì bi thương, quyết định đích thân dạy dỗ Đích tử Dận Nhưng.
Khang Hi có tất cả 35 con trai, trong đó có 11 người mất sớm không được tính vào "bài tự" sắp xếp chính thức khi xưng hô. Điều này dẫn đến việc khi xưng hô các Hoàng tử của Khang Hi theo thứ tự như "Đại A ca", "Nhị A ca" rất dễ gây ra nhầm lẫn. Điển hình là có nhiều người nhầm lẫn rằng Thừa Thụy (承瑞) và Thừa Hỗ (承祜) là tên cũ của Dận Nhưng. Trong tổng số 35 con trai của Khang Hi, Thừa Thụy là người sinh ra đầu tiên (không được xếp bài tự), Thừa Hỗ xếp thứ 2 (không được xếp bài tự), Dận Nhưng xếp thứ 7 (bài tự thứ 2). Hơn nữa, Thừa Thụy là do Vinh phi sinh ra, Thừa Hỗ và Dận Nhưng đều do Đích hậu sinh ra. Thừa Thụy và Thừa Hỗ phân biệt có xưng hô là "Hoàng nhất tử" và "Đích trưởng tử", xưng hô rất dễ lầm lẫn.

## Cuộc đời

### Thái tử Đại Thanh
Ngày 3 tháng 6 (âm lịch) năm Khang Hi thứ 14 (1675), Khang Hi Đế dụ Lễ bộ:
| “                                       | "帝王绍基垂统, 长治久安, 必建立元储, 懋隆国本, 以绵宗社之祥, 慰臣民之望. 朕荷天眷诞生嫡子已及二龄, 兹者钦奉太皇太后皇太后慈命, 建储大典, 宜即举行今以嫡子为皇太子. 尔部详察应行典礼. 选择吉期具奏. Đế vương thiệu cơ thùy thống, trường trì cửu an, tất kiến lập nguyên trữ, mậu long quốc bản, dĩ miên tông xã chi tường, úy thần dân chi vọng. Trẫm hà thiên quyến đản sinh đích tử dĩ cập nhị linh, tư giả khâm phụng Thái Hoàng Thái hậu Hoàng Thái hậu từ mệnh, kiến trữ đại điển, nghi tức cử hành kim dĩ đích tử vi Hoàng thái tử. Nhĩ bộ tường sát ứng hành điển lễ. Tuyển trạch cát kỳ cụ tấu. | ” |
| — Thanh Thánh Tổ Nhân Hoàng đế thực lục | |   |

Ngày 12 tháng 12 (âm lịch), được sự đồng ý của Chiêu Thánh Thái Hoàng Thái hậu và Nhân Hiến Hoàng Thái hậu, Khang Hi Đế chính thức sách lập Dận Nhưng làm Hoàng Thái tử của Đại Thanh. Ngày 13 cử hành đại lễ phong Hoàng Thái tử tại Thái Hòa điện. 
| “                                                             | 自古帝王继天立极, 抚御寰区, 必建立元储, 懋隆国本, 以绵宗社无俯顺舆情. 谨告天地, 宗庙, 社稷. 于康熙十四年十二月十三日, 授胤礽以册宝疆之休. 朕缵膺鸿绪, 夙夜兢兢. 仰惟祖宗谟烈昭垂. 付托至重. 承祧衍庆, 端在元良. 嫡子胤礽, 日表英奇. 天资粹美. 兹恪遵太皇太后皇太后慈命. 载稽典礼. 立为皇太子. 正位东宫, 以重万年之统, 以系四海之心. 大典告成, 洪恩宜霈. 所有合行事宜, 开列于后. 于戏. 主器得人, 益笃灵长之祜. 纶音式涣, 用昭浩荡之仁. 布告中外, 咸使闻知. Tự cổ Đế vương kế thiên lập cực, phủ ngự hoàn khu, tất kiến lập nguyên trữ, mậu long quốc bản, dĩ miên tông xã vô phủ thuận dư tình. Cẩn cáo thiên địa, tông miếu, xã tắc. Vu Khang Hi thập tứ niên thập nhị nguyệt thập tam nhật, thụ Dận Nhưng dĩ sách bảo cương chi hưu. Trẫm toản ưng hồng tự, túc dạ căng căng. Ngưỡng duy tổ tông mô liệt chiêu thùy. Phó thác chí trọng. Thừa thiêu diễn khánh, đoan tại nguyên lương. Đích tử Dận Nhưng, nhật biểu anh kỳ. Thiên tư túy mỹ. Tư khác tuân Thái Hoàng Thái hậu Hoàng Thái hậu từ mệnh. Tái kê điển lễ. Lập vi Hoàng Thái tử. Chính vị Đông cung, dĩ trọng vạn niên chi thống, dĩ hệ tứ hải chi tâm. Đại điển cáo thành, hồng ân nghi bái. Sở hữu hợp hành sự nghi, khai liệt vu hậu. Vu hí. Chủ khí đắc nhân, ích đốc linh trường chi hỗ. Luân âm thức hoán, dụng chiêu hạo đãng chi nhân. Bố cáo trung ngoại, hàm sử văn tri. | ” |
| — Chiếu phong Thái tử - Thanh Thánh Tổ Nhân Hoàng đế thực lục | |   |

#### Niên thiếu ân sủng
Khang Hi Đế cực kỳ yêu thương Dận Nhưng. Từ nhỏ, Dận Nhưng do đích thân Khang Hi Đế chăm sóc ở Càn Thanh cung, dạy đọc sách viết chữ. Khang Hi Đế là một người học thức uyên bác, đối với người nối nghiệp tương lai của bản thân kì vọng rất cao, dùng phương thức dạy dỗ trữ quân ưu tú để bồi dưỡng Dận Nhưng, khi còn nhỏ tuổi đã dạy Dận Nhưng học Tứ thư, Ngũ kinh. Đến năm 6 tuổi, Thánh Tổ cho các danh nho Trương Anh (张英), Lý Quang Địa làm thầy dạy của Dận Nhưng, lại lệnh Hùng Tứ Lý (熊赐履) giảng dạy Lý thư cho Thái tử.
Ông từ nhỏ thông minh hiếu học, văn võ vẹn toàn, không chỉ tinh thông Chư tử Bách gia kinh điển, thi từ, mà còn thông thạo Mãn Châu cung mã kỵ xạ, thành thạo cả tiếng Hán lẫn tiếng Mãn Châu, Mông Cổ. Không những vậy, Thánh Tổ thường xuyên giảng cho Thái tử nghe về đạo trị quốc. Lớn lên, ông từng nhiều lần giám quốc, thành tích không tầm thường, rất có tiếng thơm trong ngoài triều đình, giảm bớt một phần gánh nặng cho Khang Hi Đế. Dận Nhưng văn thao võ lược lại có tài trị quốc, không phụ sự kỳ vọng của Khang Hi Đế đối với trữ quân, đây là điều mà dù sau này Khang Hi Đế thất vọng về Dận Nhưng cũng phải thừa nhận.
Năm Khang Hi thứ 18 (1679), Khang Hi Đế đặc biệt sai người sửa chữa Minh Phụng Từ điện, đổi tên thành Dục Khánh Cung (毓庆宫), ban cho Dận Nhưng làm Đông cung. Tháng 6 cùng năm, lần đầu tiên Khang Hi Đế mang Thái tử đến hành lễ với Thái Hoàng Thái hậu cùng Hoàng Thái hậu. Hôm sau, Thái tử Dận Nhưng mới gần 5 tuổi theo Khang Hi Đế đến Cảnh Sơn cưỡi ngựa bắn cung, Thái tử bắn liền 5 phát trúng 1 nai 4 thỏ, Khang Hi Đế cực kì vui mừng.
Năm thứ 19 (1680), tháng 3, Chiêm sự phủ các nha môn thương nghị việc Hoàng Thái tử xuất các đọc sách. Tháng 5, 5 năm ngày giỗ của Nhân Hiếu Hoàng Hậu, Khang Hi Đế lệnh cho Thái tử Dận Nhưng đến lăng tẩm Hoàng hậu chủ trì lễ tế, làm tròn hiếu đạo.
Năm thứ 20 (1681), 3 năm ngày giỗ của Hiếu Chiêu Hoàng hậu, Thái tử Dận Nhưng được mệnh suất chư Vương, một nửa quan viên Bát kỳ Tứ phẩm trở lên cùng Vương phi, Nhất phẩm Mệnh phụ đi trước tế tự. Tháng 2, bởi vì đưa tiễn hai vị Hoàng hậu đến tử cung, Hoàng Thái tử Dận Nhưng suất chư Vương, Bát kỳ quan viên từ Tam phẩm trở lên, cùng Vương phi, Nhất phẩm Mệnh phụ tiến vào tế tự.
Ngày 13 tháng 11, ngự sử Đái Vương Tấn (戴王缙) thượng tấu Khang Hi Đế, Hoàng Thái tử cần phải xuất các đọc sách. Khang Hi Đế nhận thấy việc này cũng nên tiến hành. Ngày 15, Hoàng Thái tử suất Hoàng trưởng tử Bảo Thanh (Dận Thì) cùng chư Vương đại thần đến lăng Hoàng hậu tế tự, hành lễ. Ngày 16, nhân tin thắng trận quân Thanh đánh hạ được Côn Minh truyền đến, Khang Hi Đế triệu tập chúng thần đích thân tuyên đọc chiến báo Hán văn, mệnh Thái tử gần 8 tuổi đọc Mãn văn. Ngày 21, Thái tử đi săn thì gặp được hai con báo, Dụ Thân vương Phúc Toàn cùng Thái tử bắn hạ được một con. Ngày 6 tháng 12, Loan nghi vệ thỉnh cầu thêm vào Nghi trưởng của Hoàng Thái tử 30 quan viên Mãn Châu, 20 Hán quan cùng Giáo Úy các loại chức quan. Khang Hi Đế cho rằng còn sớm, tạm thời không cần thi hành.

#### Xuất các thụ giáo
Năm Khang Hi thứ 21 (1682), ngày 15 tháng 2, nhân bình định được Loạn Tam Phiên, Khang Hi Đế suất Hoàng Thái tử đi Vĩnh lăng, Phúc lăng, Chiêu lăng ở Liêu Đông quan ngoại để cáo tế. Ngày 23 tháng 2, trong lúc đi vây săn gặp được 3 con hổ, Khang Hi Đế hạ được 2 con còn Thái tử Dận Nhưng hạ được 1 con. Ngày 25, nước Nga xâm phạm địa khu phía Đông Bắc của Trung Quốc, Thái tử tùy Phụ hoàng đến Cát Lâm Ô Lạt thị sát.
Năm thứ 22 (1683), ngày 26 tháng 3, Khang Hi Đế cho tu sửa Văn Hoa điện, để tiện cho việc Thái tử xuất các đọc sách sau này. Ngày 21 tháng 11, nhân nhà Thanh thống nhất Đài Loan, Khang Hi Đế mang Thái tử Dận Nhưng đến Nam Kinh tế Minh Hiếu lăng.
Năm thứ 25 (1686), tháng 2, các đại thần thượng tấu Khang Hi Đế, Thái tử đều đó học xong Tứ thư, Ngũ kinh, hơn nữa lại rất tinh thông. Vì vậy, Khang Hi Đế mệnh Lễ bộ, Chiêm sự phủ kỹ càng tra cứu điển tịch qua các triều đại, lựa chọn ngày tốt để cử hành điển lễ xuất các cho Hoàng Thái tử. Ngày 28 tháng 4, các bộ quyết định vào ngày 24 nhuận tháng 4 năm Khang Hi thứ 25 tổ chức điển lễ xuất các. Khang Hi Đế định ra đại lễ chư Vương, Đại thần đối với Thái tử tiền hành lưỡng quỳ lục khấu. Ngày tổ chức điển lễ, Hoàng Thái tử Dận Nhưng suất quan viên Mãn, Hán Đại học sĩ, Cửu khanh, Hàn Lâm viện, Chiêm sự phủ tại Bảo Hòa Điện hướng Khang Hi Đế hành lễ tam quỳ cửu khấu.
Năm thứ 26 (1687), ngày 29 tháng 5, Khang Hi Đế lệnh cho các Đại học sĩ tuyển từ trong các Hán quan Đại thần những ai người học vấn hơn người để phụ đạo cho Thái tử. Ngày 6 tháng 6, Khang Hi Đế lựa chọn ba người Đạt Cáp Tháp (达哈塔), Thang Bân (汤斌), Cảnh Giới (耿介) trở thành giảng sư của Thái tử. Ngày 7, Khang Hi Đế tại Sướng Xuân Viên cùng chúng thần thảo luận công việc phụ tá Hoàng Thái tử. Ngày 9, Dận Nhưng bắt đầu đọc sách tại Vô Dật Trai của Sướng Xuân Viên.
Năm thứ 28 (1689), ngày 30 tháng 10, bởi vì tấu biểu của sứ thần Triều Tiên không tránh danh húy của Thái tử mà bị nghiêm trị. Ngày 12 tháng 12, vì Khang Hi Đế bị bệnh mà lệnh cho Thái tử Dận Nhưng cùng các Hoàng tử thay mặt tế lễ Hiếu Trang Văn Hoàng hậu.
Cũng vì thân phận Thái tử, lại thêm sự thiên vị của Khang Hi Đế, đã làm cho Dận Nhưng bị cô lập giữa các Hoàng tử khác, tạo nên một trận tranh đoạt sau này. Từ năm Dận Nhưng 14 tuổi, quan hệ với Hoàng trưởng tử Dận Thì đã bắt đầu căng thẳng. Dận Thì được xưng vũ lực cường tráng, mà Thái tử Dận Nhưng lại có thành quả ở phương diện văn học. Hình thành thói quen về sau Dận Nhưng tại mọi phương diện đều muốn so bì với Dận Thì. Đến năm 20 tuổi, Dận Nhưng gần như không cùng bất kỳ Hoàng tử trưởng thành nào đi lại, trên thực tế, các Hoàng tử thành niên không ngừng làm đủ mọi hành động sau lưng khiêu chiến vị trí Thái tử của Dận Nhưng.
Năm thứ 29 (1690), tháng 7, Thánh Tổ thân chinh Cát Nhĩ Đan, dừng chân ở Cổ lỗ Phú Nhĩ Kiên gia Hồn Cát Sơn. Tại đây Thánh Tổ ngã bệnh, cho gọi Thái tử Dận Nhưng cùng Hoàng tam tử Dận Chỉ đến hành cung. Trong lúc thị tật, Thái tử không hề tỏ ra lo lắng, Thánh Tổ thương tâm, đuổi Thái tử về Bắc Kinh. Từ sự kiện này mà quan hệ cha con thân thiết bắt đầu có ngăn cách.
Năm thứ 33 (1694), Lễ bộ thượng tấu Khang Hi Đế về vật dụng tế tự Phụng Tiên Điện, muốn đem đệm quỳ bái của Thái tử bố trí vào bên trong. Nhưng Khang Hi Đế không đồng ý, lệnh cho Thượng thư Sa Mục Cáp (沙穆哈) đem đệm quỳ bái của Thái tử bố trí ở bên ngoài thềm cửa. Sa Mục Cáp thỉnh cầu Khang Hi Đế hạ chỉ cho ghi chép lại việc này trong hồ sơ, nhưng Khang Hi Đế lại hạ lệnh cách chức Sa Mục Cáp.

#### Phụng chỉ giám quốc
Năm Khang Hi thứ 34 (1695), sách lập Thạch thị vi Thái tử phi. Mặc dù có sự việc xảy ra trước đó, nhưng đến lúc này, Thái tử bước vào thời kì thành niên, Thánh Tổ bắt đầu rèn luyện ông trong thực tiễn, như trước đối với Thái tử đầy đủ tín nhiệm, ký thác nhiều hy vọng.
Năm thứ 35 (1696), Thánh Tổ lần nữa thân chinh Cát Nhĩ Đan, lệnh cho Thái tử Dận Nhưng giám quốc, tọa trấn kinh sư, các tấu chương nghe theo Thái tử xử lý, nếu phát sinh chuyện hệ trọng thì các bộ nghị sự với nhau rồi tấu với Thái tử. Ngày 4 tháng 6, chiến thắng Cát Nhĩ Đan, Thánh Tổ hồi kinh, Thái tử suất lĩnh Đại học sĩ A Lan Thái, Hộ bộ Thượng thư Mã Tề, Lễ bộ Thượng thư Phật Luân, đích thân nghênh đón tại Nặc Hải Hà Sóc, ngày 8 Thánh tổ lệnh cho Thái tử quay về trước. Ngày 9, Khang Hi Đế về đến kinh sư, Thái tử Dận Nhưng suất quần thần nghênh đón Hoàng giá hồi cung.
Năm thứ 36 (1697), Khang Hi Đế xuất binh tấn công Ninh Hạ, vẫn tiếp tục mệnh ông đóng giữ kinh sư. Nhưng lần này đã có những lời đồn bất lợi của ông truyền đến tai Thánh Tổ, mâu thuẫn giữa quyền lực và tình thân bắt đầu xuất hiện, từ đó, tình cảm của Khang Hi Đế đối với ông sinh ra biến hóa. Mặc dù vậy, Khang Hi Đế vẫn giao Tây Hoa Viên (西花園) cho ông làm phủ đệ của mình.
Năm thứ 37 (1698), Khang Hi Đế lần lượt sách phong cho các Hoàng tử thành niên, trong đó Hoàng trưởng tử Dận Thì phong Trực Quận vương, Hoàng tam tử Dận Chỉ phong Thành Quận vương, Dận Chân, Dận Kì, Dận Hựu, Dận Tự đều phong Bối lặc. Các Hoàng tử được thụ phong bắt đầu tham gia quốc gia chính vụ, cũng được phân Tá lĩnh, có thuộc hạ riêng của mình. Phân phong Hoàng tử chính là làm suy yếu lực lượng của Thái tử, đây cũng là một khảo nghiệm cho Dận Nhưng. Đồng thời, các Hoàng tử thành niên về sau càng lúc càng có quyền thế, liên tục gây ra mâu thuẫn cùng Thái tử, chư Hoàng tử cùng vây cánh của mình liên tục đả kích Thái tử cùng "Thái tử đảng". Thế là mâu thuẫn giữa Thiên tử, Thái tử cùng các Hoàng tử rắc rỗi phức tạp, càng lúc càng tăng lên.
Từ lúc Khang Hi Đế lập Thái tử về sau, trong triều liền xuất hiện thế cục hai phe đối đầu, một phe ủng hộ Thái tử và một phe phản Thái tử. "Thái tử đảng" có người đứng đầu là Sách Ngạch Đồ, con trai của Phụ chính Đại thần Sách Ni, là tam thúc của Hiếu Thành Nhân Hoàng hậu, từng là Đại thần tin cậy nhất của Khang Hi Đế, nhưng về sau vì mưu cầu quyền lực cá nhân mà lâm vào vòng xoáy mâu thuẫn giữa Thiên tử cùng Thái tử.
Năm Khang Hi thứ 42 (1703), Sách Ngạch Đồ bị kết tội "Nghị luận quốc sự, kết đảng vọng hành" mà bị bỏ tù và chết ngay sau đó. Thánh Tổ còn lệnh bắt tất cả các con của Sách Ngạch Đồ, đem hai người em trai là Tâm Dụ và Pháp Bảo đều giam cầm, lại mệnh: "Nhược biệt sinh sự đoan, Tâm Dụ, Pháp Bảo đương tộc tru". Đại thần Ma Nhĩ Đồ, Thiệu Cam, Đông Bảo cũng bị lấy lý do cùng đảng phái mà bị giam cầm, "Chư thần đồng tổ tử tôn tại bộ viện giả, giai đoạt quan. Giang hoàng dĩ gia hữu Sách Ngạch Đồ tư thư, hạ Hình bộ luận tử". Chỉ cần dính dáng đến đảng phải Thái tử đều không thoát khỏi. Dận Nhưng dần dần bị thất sủng.

### Phế Thái tử
Năm Khang Hi thứ 47 (1708), tháng 5, Khang Hi đế đi tuần du Tái ngoại, tùy giá có Hoàng Thái tử Dận Nhưng, Hoàng trưởng tử Dận Thì, Hoàng thập tam tử Dận Tường, Hoàng thập tứ tử Dận Trinh, Hoàng thập ngũ tử Dận Vu, Hoàng thập lục tử Dận Lộc, Hoàng thập thất tử Dận Lễ, Hoàng thập bát tử Dận Giới. Trong lúc tuần du, phát sinh một số sự kiện thúc đẩy mối quan hệ giữa Khang Hi Đế và Thái tử càng trở nên gay gắt: Những Hoàng tử thuộc đảng phái Đại A ca hướng Khang Hi Đế tố cáo Thái tử Dận Nhưng có rất nhiều biểu hiện bất lương. Ví dụ như ông thô bạo bất nhân, thoải mái đánh đập chư Vương, Bối lặc, Đại thần, lại còn khấu bớt cống phẩm Mông Cổ, dung túng cho chồng của nhũ mẫu là Nội vụ phủ Tổng quản Lăng Phổ bắt chẹt vơ vét của cải của thuộc hạ. Đủ loại biểu hiện bất nhân làm cho Khang Hi Đế chán ghét. Những báo cáo 7 phần thật 3 phần giả nhưng Khang Hi Đế tin không chút nghi ngờ. Quan trọng nhất là Khang Hi Đế không chỉ bất mãn hành xử thô bạo mà hơn hết là bất mãn về những lần xử sự vượt quyền của Thái tử. Ông nhận thấy hành vi của Thái tử là: "Dục phân trẫm uy bính, dĩ tứ kỳ hành sự dã".
Trên đường tuần du, Hoàng thập bát tử Dận Giới mắc bệnh cấp tính, Khang Hi Đế thập phần lo lắng, ngược lại Thái tử lại cực kì thờ ơ. Khang Hi Đế một mặt thương yêu con nhỏ, một mặt lại nhớ đến sự kiện đã canh cánh trong lòng bao lâu nay: Năm Khang Hi thứ 29 (1690), tháng 7, trong khi Khang Hi Đế lâm bệnh, lúc thị tật, Hoàng Thái tử không hề tỏ vẻ gì lo lắng, Khang Hi Đế nhận định đứa con này tuyệt đối không có "trung ái quân phụ" đã lệnh Thái tử hồi kinh trước. Lúc ấy Dận Nhưng mới 16 tuổi, có lẽ không thấy được bất mãn của Phụ hoàng, nhưng Khang Hi Đế cho rằng đây chính là biểu hiện Thái tử bất hiếu, không thể trọng dụng. Về sau khi phế Thái tử, Khang Hi Đế nói rằng đã bao dung 20 năm nay chính là đem chuyện này trở thành khởi điểm, có thể thấy được việc này lưu lại cho Khang Hi Đế ấn tượng sâu như thế nào.
Khang Hi Đế trách cứ Dận Nhưng "Là con cả nhưng không có dáng vẻ của một huynh trưởng". Nhưng Dận Nhưng không chỉ không chịu nghe phê bình mà còn phẫn nhiên phát nộ, ngang ngược cùng Phụ hoàng tranh luận. Trên đường về kinh, Khang Hi Đế phát hiện Dận Nhưng ban đêm lại gần lều vải của ông, theo khe hở thăm dò bên trong, cho rằng Dận Nhưng có ý muốn "Thí nghịch". Chuyện này càng làm Khang Hi Đế quyết tâm lập tức phế Thái tử.
Tháng 9, Khang Hi Đế triệu Thái tử cùng chư Vương Đại thần đến, dụ viết:
| “ | 胤礽不法祖德, 不遵朕训, 暴戾淫乱, 朕包容二十年矣. 乃其恶愈张, 戮辱廷臣, 专擅威权, 鸠聚党与, 窥伺朕躬起居动作. 平郡王讷尔素, 贝勒海善, 公普奇遭其殴挞, 大臣官员亦罹其毒. 朕巡幸陕西, 江南, 浙江, 未尝一事扰民. 胤礽与所属恣行乖戾, 无所不至, 遣使邀截蒙古贡使, 攘进御之马, 致蒙古俱不心服. 朕以其赋性奢侈, 用凌普为内务府总管, 以为胤礽乳母之夫, 便其徵索. 凌普更为贪婪, 包衣下人无不怨憾. 皇十八子抱病, 诸臣以朕年高, 无不为朕忧, 胤礽乃亲兄, 绝无友爱之意. 朕加以责让, 忿然发怒, 每夜偪近布城, 裂缝窃视. Dận Nhưng bất pháp tổ đức, bất tuân Trẫm huấn, bạo lệ dâm loạn, Trẫm bao dung nhị thập niên hĩ. Nãi kỳ ác dũ trương, lục nhục đình thần, chuyên thiện uy quyền, cưu tụ đảng dữ, khuy tý trẫm cung khởi cư động tác. Bình Quận vương Nột Nhĩ Tô, Bối lặc Hải Thiện, Công Phổ Kỳ tao kỳ ẩu thát, đại thần quan viên diệc ly kỳ độc. Trẫm tuần hạnh Thiểm Tây, Giang Nam, Chiết Giang, vị thường nhất sự nhiễu dân. Dận Nhưng dữ sở chúc tứ hành quai lệ, vô sở bất chí, khiển sử yêu tiệt Mông Cổ cống sử, nhương tiến ngự chi mã, trí mông cổ câu bất tâm phục. Trẫm dĩ kỳ phú tính xa xỉ, dụng Lăng Phổ vi Nội vụ phủ Tổng quản, dĩ vi Dận Nhưng nhũ mẫu chi phu, tiện kỳ trưng tác. Lăng Phổ canh vi tham lam, Bao y hạ nhân vô bất oán hám. Hoàng thập bát tử bão bệnh, chư thần dĩ trẫm niên cao, vô bất vi trẫm ưu, Dận Nhưng nãi thân huynh, tuyệt vô hữu ái chi ý. Trẫm gia dĩ trách nhượng, phẫn nhiên phát nộ, mỗi dạ bức cận bố thành, liệt phùng thiết thị. | ” |

Khang Hi Đế còn nói:
| “ | 从前索额图助太子潜谋大事. 朕悉知其情将索额图下狱处死, 今胤礽欲为索额图复仇结成党羽, 令朕未卜今日被鸩明日遇害, 昼夜戒慎不宁, 似此之人岂可付以祖宗弘业. 且皇太子胤礽生而克母 (嫡后) 孝诚仁皇后, 此等之人古称不孝. 朕即位以来诸事节俭, 身御敝褥足用布袜, 胤礽所用一切远过于朕, 伊犹以为不足, 恣取国帑, 干预政事, 必致败坏我国家, 戕贼我万民而后已. 若以此不孝不仁之人为君, 其如祖业何. . Tòng tiền Sách Ngạch Đồ trợ Thái tử tiềm mưu đại sự. Trẫm tất tri kỳ tình tương Sách Ngạch Đồ hạ ngục xử tử, kim Dận Nhưng dục vi Sách Ngạch Đồ phục cừu kết thành đảng vũ, lệnh trẫm vị bặc kim nhật bị chậm minh nhật ngộ hại, trú dạ giới thận bất ninh, tự thử chi nhân khởi khả phó dĩ tổ tông hoằng nghiệp. Thả Hoàng Thái tử Dận Nhưng sinh nhi khắc mẫu (đích hậu) Hiếu Thành Nhân Hoàng hậu, thử đẳng chi nhân cổ xưng bất hiếu. Trẫm tức vị dĩ lai chư sự tiết kiệm, thân ngự tệ nhục túc dụng bố miệt, Dận Nhưng sở dụng nhất thiết viễn quá vu trẫm, y do dĩ vi bất túc, tứ thủ quốc nô, kiền dự chính sự, tất trí bại phôi ngã quốc gia, tường tặc ngã vạn dân nhi hậu dĩ. Nhược dĩ thử bất hiếu bất nhân chi nhân vi quân, kỳ như tổ nghiệp hà. | ” |

Năm thứ 47 (1708), ngày 18 tháng 9, Khang Hi Đế chính thức phế bỏ ngôi vị Thái tử của Dận Nhưng, giam cầm, mệnh Trực Quận vương Dận Thì trông coi. Khang Hi Đế lại ra lệnh giết hai người con của Sách Ngạch Đồ là Cách Nhĩ Phân và A Nhĩ Cát Thiện, cùng với Nhị Cách, Tô Nhĩ Nặc, Cáp Thập Thái, Tát Nhĩ Bang A.

Ngay sau khi Dận Nhưng vừa bị phế đi vị trí Thái tử, Hoàng trưởng tử Dận Thì đã từng có ý định muốn giết Dận Nhưng "Hôm nay (ta) muốn giết Dận Nhưng, không cần đợi Hoàng phụ ra tay" , Khang Hi Đế nghe được cực kì sửng sốt, ý thức được Dận Thì vì mưu đoạt trữ vị đã muốn giết Dận Nhưng, nếu thực hiện được thì hậu quả vô cùng nghiêm trọng. Khang Hi Đế lần nữa phê bình Dận Thì:
| “ | 不谙君臣大义, 不念父子至情, 天理国法, 皆所不容. Không nghĩ đến nghĩa quân thần, không trông đến tình phụ tử. Thiên lý quốc pháp không thể dung được. | ” |

Từ khi Thánh Tổ phế đi vị trí Thái tử, các Hoàng tử khác vì tranh đoạt ngôi vị Thái tử mà bộc phát một trận "Chính trị nội chiến". Ngày 14 tháng 11, tại Sướng Xuân Viên, Khang Hi Đế triệu tập chúng thần mệnh tuyển ra người thích hợp làm Hoàng Thái tử trong chư vị Hoàng tử, trừ Đại A ca Dận Thì. Dưới loại tình huống này, triều đình không đề cập tới nhân dân đại sự, mà ngày nào cũng bàn luận về việc vị Hoàng tử nào phù hợp, vị Hoàng tử nào nên lập làm Thái tử. Đám đứng đầu Bát A ca đảng như A Linh A (阿灵阿), Ngạc Luân Đại (鄂伦岱), Quỹ Tự (揆叙), Vương Hồng Tự (王鸿绪) thương nghị với nhau, ngầm đưa tin cho các đại thần, đề cử Bát A ca Dận Tự. Hơn nữa, biết bản thân mình khó lòng tranh đoạt trữ vị, Đại A ca Dận Thì liền muốn đề cử Dận Tự, người có quan hệ mật thiết với mình nhất (thuở nhỏ Dận Tự do sinh mẫu của Dận Thì là Huệ phi nuôi dưỡng).
Dận Thì lợi dụng việc Trương Minh Đức xem tướng, vì Dận Tự chế tạo dư luận, nói rằng: "Tương diện nhân Trương Minh Đức tằng tương Dận Tự, hậu tất đại quý". Khang Hi Đế phái người truy xét, không chỉ tra ra sự tình xem tướng còn tra ra việc Dận Thì từng muốn mưu sát Hoàng Thái tử.

Tư liệu nguyên văn ghi chép:
| “ | 张明德一案审结, 胤 禟, 胤祯供: "八阿哥曾语我等: '有看相人张姓者云, 皇太子行事凶恶已极, 彼有好汉, 可谋行刺. 我 (指八阿哥本人) 谓之曰, 此事甚大, 尔何等人, 乃辄敢出口, 尔有狂疾耶? 尔设此心, 断乎不可, 因逐之 (张明德) 去." 胤禩供: "曾以此语告诸阿哥是实." 问张明德口供亦无异. . Trương Minh Đức nhất án thẩm kết, Dận Đường, Dận Trinh cung: "Bát a ca tằng ngữ ngã đẳng: 'Hữu khán tương nhân trương tính giả vân, Hoàng Thái tử hành sự hung ác dĩ cực, bỉ hữu hảo hán, khả mưu hành thứ. Ngã (chỉ bát a ca bản nhân) vị chi viết, thử sự thậm đại, nhĩ hà đẳng nhân, nãi triếp cảm xuất khẩu, nhĩ hữu cuồng tật da? Nhĩ thiết thử tâm, đoạn hồ bất khả, nhân trục chi (Trương Minh Đức) khứ." Dận Tự cung: "Tằng dĩ thử ngữ cáo chư a ca thị thực." Vấn Trương Minh Đức khẩu cung diệc vô dị. | ” |

"Thanh Thánh Tổ thực lục" có ghi chép lại, Khang Hi Đế triệu chư vị Hoàng tử đến Càn Thanh cung, dụ viết:
| “ | 当废胤礽之时. 朕诸阿哥中, 如有钻营谋为皇太子者, 即国之贼法断不容. 废皇太子后, 皇长子胤禔曾奏称皇八子胤禩好. 春秋之义, 人臣无将将则必诛, 大宝岂人可妄行窥伺者耶. 允禩柔奸性成妄蓄大志, 朕素所深知, 其党羽早相要结谋害胤礽, 今其事皆已败露, 着将胤禩锁拏, 交与议政处审理 . Đương phế Dận Nhưng chi thì. Trẫm chư A ca trung, như hữu toản doanh mưu vi Hoàng Thái tử giả, tức quốc chi tặc pháp đoạn bất dung. Phế Hoàng Thái tử hậu, Hoàng trường tử Dận Thì tằng tấu xưng Hoàng bát tử Dận Tự hảo. Xuân thu chi nghĩa, nhân thần vô tương tương tắc tất tru, đại bảo khởi nhân khả vọng hành khuy tý giả da. Dận Tự nhu gian tính thành vọng súc đại chí, trẫm tố sở thâm tri, kỳ đảng vũ tảo tương yếu kết mưu hại dận nhưng, kim kỳ sự giai dĩ bại lộ, trứ tương dận tự tỏa noa, giao dữ nghị chính xử thẩm lý" | ” |

Khang Hi Đế tức giận Dận Thì cùng Dận Tự cấu kết mưu đoạt Thái tử vị, muốn đem cả hai giam cầm. Hoàng cửu tử Dận Đường liền nói với Hoàng thập tứ tử Dận Trinh: "Chú và tôi mà không có lời nào thì sao được?". Hoàng cửu tử Dận Đường liền biện minh: "Bát A ca Dận Tự không có lòng ấy, chúng thần xin bảo đảm". Khang Hi Đế cực kì tức giận, Hoàng ngũ tử Dận Kì phải quỳ ôm khuyên can, chư Hoàng tử phải dập đầu cầu tình, mới làm cơn tức giận của Khang Hi Đế giảm xuống, lệnh chư vị Hoàng tử đem Dận Đường cùng Dận Trinh đuổi ra ngoài. Cũng vì lần này, Bát A ca Dận Tự bị tước đi tước vị Bối lặc.

### Phục lập Thái tử
Tháng 10, Hoàng tam tử Dận Chỉ, tấu với Khang Hi Đế, cáo buộc Hoàng trưởng tử Dận Thì đi lại gần với Vu thuật sư (Mông Cổ Lạt ma Ba Hán Cách Long), sử dụng tà thuật hãm hại Hoàng đích tử Dận Nhưng để đoạt ngôi vị trí Thái tử.
| “ | 丁巳多罗贝勒允祉奏, 臣牧马厂蒙古喇嘛巴汉格隆, 自幼习医能为咒人之术. 大阿哥知之传伊到彼同喇嘛明佳噶卜楚, 马星噶卜楚时常行走. . Đinh tị Đa la Bối lặc Doãn Chỉ tấu, thần mục mã hán Mông Cổ Lạt ma Ba Hán Cách Long, tự ấu tập y năng vi chú nhân chi thuật. Đại A ca tri chi truyện y đáo bỉ đồng Lạt ma Minh Giai Cát Bặc Sở, Mã Tinh Cát Bặc Sở thì thường hành tẩu. | ” |

Khang Hi Đế tức giận, đem bắt bọn Minh Giai Cát Bặc Sở, Mã Tinh Cát Bặc Sở, Ba Hán Cách Long cùng với Trực Quận vương phủ Hộ vệ Sắc Lăng Nhã Đột, giao cho Thị lang Mãn đô Thị vệ Lạp Tích tra thẩm. Bọn Ba Hán Cách Long khai rằng: "Trực Quận vương muốn dùng tà thuật nguyền rủ phế Thái tử, sai bọn ta dùng thuật trấn yếm là có thật". Bọn Thị vệ Nạp Lạp Thiện còn đào lên được hơn 10 vật trấn yếm, đều giao cho Hiển Thân vương Diễn Hoàng điều tra kĩ càng rồi thượng tấu.
Không lâu sau, Khang Hi Đế đến Nam Uyển, nhưng vì không khỏe mà hồi cung. Dụ Lĩnh thị vệ Nội đại thần, Đại học sĩ: "Từ ngày phế Thái tử, Trẫm không ngày nào không rơi lệ. Lúc đến Nam Uyển lại nhớ những lúc có Hoàng Thái tử cùng các A ca đi theo, không khỏi đau buồn mà đành hồi cung." Sau đó, Khang Hi Đế cho triệu Dận Nhưng đến hỏi lại chuyện cũ, nhưng Dận Nhưng lại ngơ ngác không nhớ gì cả, như những điều trước kia đều do bị yểm vậy.
Khang Hi Đế tin việc trấn yểm kia là thật, tức giận dụ:
| “ | 大阿哥允禔, 素行不端, 气质暴戾, 朕尝对众, 屡加切责, 尔等俱悉闻之. 九月初四日谕 㫖 内, 亦曾决绝言之. 今一查问其行事, 厌咒亲弟, 及杀人之事, 尽皆显露. 所遣杀人之人, 俱已自缢. 其母惠妃, 亦奏称其不孝, 请置之于法朕固不忍杀之但此人断不肯安静自守, 必有报复之事. 当派人将允禔严加看守, 略有举动, 即令奏闻伊之身命, 犹可多延数载. 其行事, 比废皇太子胤礽更甚, 断不可以轻纵也. . Đại A ca Dận Thì, tố hành bất đoan, khí chất bạo lệ, trẫm thường đối chúng, lũ gia thiết trách, nhĩ đẳng câu tất văn chi. Cửu nguyệt sơ tứ nhật dụ chỉ nội, diệc tằng quyết tuyệt ngôn chi. Kim nhất tra vấn kỳ hành sự, yếm chú thân đệ, cập sát nhân chi sự, tẫn giai hiển lộ. Sở khiển sát nhân chi nhân, câu dĩ tự ải. Kỳ mẫu Huệ phi, diệc tấu xưng kỳ bất hiếu, thỉnh trí chi vu pháp trẫm cố bất nhẫn sát chi đãn thử nhân đoạn bất khẳng an tĩnh tự thủ, tất hữu báo phục chi sự. Đương phái nhân tương duẫn đề nghiêm gia khán thủ, lược hữu cử động, tức lệnh tấu văn y chi thân mệnh, do khả đa duyên sổ tái. Kỳ hành sự, bỉ phế hoàng thái tử Dận Nhưng canh thậm, đoạn bất khả dĩ khinh túng dã. | ” |

Tháng 11, Dận Thì bị tước bỏ hết phong hiệu và giam lỏng ngay tại phủ đệ.
Năm Khang Hi thứ 48 (1709), bởi vì Đại A ca cùng Bát A ca tranh trữ thất bại, mẫu thuẫn trong các Hoàng tử càng trở nên gay gắt, Khang Hi Đế quyết định phục lập Thái tử Dận Nhưng. Ngày 22 tháng 1, Khang Hi Đế ra chiếu phục lập Dận Nhưng là Thái tử, sai người cáo tế thiên địa, Tông miếu, xã tắc.
Ngày 10 tháng 3, lấy Đại học sĩ Ôn Đạt, Lý Quang Địa là Chính sứ, Hình bộ Thượng thư Trường Đình Ngọc, Đô sát viện Tả đô Ngự sử Mục Hòa Luân là Phó sứ cầm cờ Tiết, thụ Dận Nhưng sách, bảo, phục lập vi Hoàng Thái tử; lại lấy Lễ bộ Thượng thư Phú Ninh An là Chính sứ, Lễ bộ Thị lang Thiết Đồ là Phó sứ cầm cờ tiết, thụ Thạch thị sách, bảo, phục phong là Hoàng Thái tử phi.
Cùng ngày, lần lượt tấn phong các vị Hoàng tử, trong đó Dận Chỉ, Dận Chân, Dần Kì đều được tấn Thân vương; Dận Hựu, Dận Ngã phong Quận vương; Dận Đường, Dận Đào, Dận Trinh đều phong Bối tử; Dận Tự cũng được phục phong Bối lặc. Khang Hi Đế mong muốn xúc tiến tình cảm giữa Hoàng Thái tử cùng chư Hoàng tử.

### Lần nữa Phế Thái tử
Hoàng Thái tử mặc dù phục lập, tạm thời hòa hoãn được nan đề Hoàng tử tranh vị, nhưng mâu thuẫn giữa Thiên tử cùng Trữ quân chưa hề được giải quyết.
Năm Khang Hi thứ 50 (1711), tháng 10, Khang Hi Đế nghe tấu rằng, Thái tử Dận Nhưng tiếp xúc cùng những nhân sĩ bất chính, muốn liều lĩnh cưỡng ép Phụ hoàng thoái vị, tự mình lên ngôi. Khang Hi Đế nghe xong đại nộ, lập tức trở về Kinh, cho tra xét các đại thần thuộc "Thái tử đảng", đồng thời khiển trách Bộ quân Thống lĩnh Thác Hợp Tề (讬合齐), Hình bộ Thượng thư Tề Thế Vũ (齐世武), Binh bộ Thượng thư Cảnh Ngạch (耿额), Đô thống Ngạc Thiện (鄂缮), Nhạ Đồ (迓图). Đây chính là "Thẩm Thiên Sinh án" trứ danh . Lại đem Thác Hợp Tề cùng với tội ăn hối lộ trong Thẩm Thiên Sinh án mà bị phán treo cổ (cuối cùng chết trong ngục, thi thể bị thiêu), Tề Thế Vũ cũng bị phán treo cổ, Ngạc Thiện bị đoạt quan u cấm, Nhạ Đồ bị đưa vào Tân Giả Khố thủ mộ An Thân vương. Mâu thuẫn giữa Khang Hi cùng Thái tử chung quy phát triển đến trình độ không thể điều hòa, Khang Hi Đế quyết định lại một lần nữa phế Thái tử.
Năm Khang Hi thứ 51 (1712), ngày 13 tháng 9, Thánh Tổ tuần thị Tái ngoại trở về, cùng ngày gọi các Hoàng tử đến tuyên bố:
| “ | 皇太子胤礽自复立以来, 狂疾未除, 大失人心, 祖宗弘业断不可托付此人. 朕已奏闻皇太后, 着将胤礽拘执看守. . Hoàng thái tử Dận Nhưng tự phục lập dĩ lai, cuồng tật vị trừ, đại thất nhân tâm, tổ tông hoằng nghiệp đoạn bất khả thác phó thử nhân. Trẫm dĩ tấu văn Hoàng thái hậu, trứ tương Dận Nhưng câu chấp khán thủ. | ” |

Dận Nhưng bị phế truất, u cấm ở Hàm An cung. Ngày 16 tháng 11, đem việc phế Thái tử cáo tế thiên điện, Thái Miếu, xã tắc. Khang Hi Đế cũng lệnh nghiêm gia cấm cố Hoàng trưởng tử Dận Thì trong phủ đệ.
Năm thứ 52 (1713), ngày 2 tháng 2, Đô sát viện Tả đô Ngự sử Triệu Thân Kiều tấu thỉnh lập Hoàng thái tử, Khang Hi Đế không chuẩn , dụ viết:
| “ | 建储大事, 未可轻言. 胤礽为太子时, 服御俱用黄色, 仪注上几於朕, 实开骄纵之门. 宋仁宗三十年未立太子, 我太祖, 太宗亦未豫立. 汉, 唐已事, 太子幼冲, 尚保无事; 若太子年长, 左右群小结党营私, 鲜有能无过者. 太子为国本, 朕岂不知? 立非其人, 关系匪轻. 胤礽仪表, 学问, 才技俱有可观, 而行事乖谬, 不仁不孝, 非狂易而何? 凡人幼时犹可教训, 及长而诱於党类, 便各有所为, 不复能拘制矣. 立皇太子事, 未可轻定. . Kiến trữ đại sự, vị khả khinh ngôn. Dận Nhưng vi Thái tử thì, phục ngự câu dụng hoàng sắc, nghi chú thượng kỷ vu trẫm, thực khai kiêu túng chi môn. Tống Nhân Tông tam thập niên vị lập Thái tử, ngã Thái Tổ, Thái Tông diệc vị dự lập. Hán, Đường dĩ sự, Thái tử ấu trùng, thượng bảo vô sự; nhược Thái tử niên trường, tả hữu quần tiểu kết đảng doanh tư, tiên hữu năng vô quá giả. Thái tử vi quốc bản, trẫm khởi bất tri? Lập phi kỳ nhân, quan hệ phỉ khinh. Dận Nhưng nghi biểu, học vấn, tài kỹ câu hữu khả quan, nhi hành sự quai mậu, bất nhân bất hiếu, phi cuồng dịch nhi hà? Phàm nhân ấu thì do khả giáo huấn, cập trường nhi dụ vu đảng loại, tiện các hữu sở vi, bất phục năng câu chế hĩ. Lập Hoàng thái tử sự, vị khả khinh định. | ” |

Năm thứ 53 (1714), tháng 11, Đại học sĩ Vương Thiểm, Ngự sử Trần Gia Du thỉnh cầu lập Thái tử. Ngày 20 tháng 1 năm 1715, Hàm lâm viện Kiểm thảo Chu Thiên Bảo lần nữa thượng tấu phục lập Hoàng thái tử Dận Nhưng.
Năm thứ 59 (1720), ngày 2 tháng 6, Khang Hi Đế phong con gái thứ 3 của Dận Nhưng là Quận chúa, gả cho Thổ Mặc Đặc Đạt Nhĩ Hán Bối lặc A Lạt Bố Thản.
Năm thứ 60 (1721), ngày 18 tháng 3, trong Vạn thọ tiết của Khang Hi Đế, Vương Thiểm một lần nữa hướng Khang Hi Đế đề nghị phục lập Dận Nhưng là Hoàng Thái tử nhưng Khang Hi Đế không đồng ý.
Năm thứ 61 (1722), ngày 13 tháng 11, Khang Hi Đế bệnh tình nguy kịch, triệu Hoàng tam tử Dận Chỉ, Hoàng tứ tử Dận Chân, Hoàng thất tử Dận Hựu, Hoàng bát tử Dận Tự, Hoàng cửu tử Dận Đường, Hoàng thập tử Dận Ngã, Hoàng thập nhị tử Dận Đào, Hoàng thập tam tử Dận Tường cùng với Long Khoa Đa yết kiến. Khang Hi Đế di chiếu lập Dận Chân làm người kế nghiệp, phong con trai Dận Nhưng là Hoằng Tích làm Thân vương, yêu cầu Dận Chân phải thiện đãi phế Thái tử và Hoàng trưởng tử. Cùng ngày, Khang Hi Đế giá băng tại Sướng Xuân Viên.
Ngày 22, Dận Chân chính thức đăng cơ, chọn năm sau đổi thành Ung Chính nguyên niên. Ngày 11 tháng 12, Dận Chân chính thức phong Hoằng Tích là Lý Quận vương.

### Cuối đời
Năm Ung Chính nguyên niên (1723), ngày 7 tháng 5, Ung Chính Đế mệnh Lý Quận vương Hoằng Tích mang theo gia đình dời đến Kinh Giao (nay thuộc khu Xương Bình, Bắc Kinh), cư ngụ tại Trịnh Gia trang. Ngày 17 tháng 6, cải thụy của Nhân Hiếu Hoàng hậu thành Hiếu Thành Cung Túc Chính Huệ An Hòa Lệ Thiên Tương Thánh Nhân Hoàng hậu.
Năm thứ 2 (1724), Dận Nhưng bệnh nặng, Ung Chính Đế dụ đại thần an bài hậu sự. Ngày 14 tháng 12, Dận Nhưng qua đời khi vẫn còn bị cấm cố trong Hàm An cung, thọ 51 tuổi, được truy phong Lý Mật Thân vương (理密親王). Ngày 15, Ung Chính Đế đích thân đến tế điện của Dận Nhưng, gia phong sinh mẫu của Hoằng Tích thành Lý Thân vương Trắc Phúc tấn, do con trai phụng dưỡng. Ngày 16, Ung Chính Đế đến Ngũ Long đình, khóc điện.
Tang nghi của Dận Nhưng chiếu theo lệ Hòa Thạc Thân vương, người trong phủ Lý Quận vương đều phải chịu tang, Ung Chính Đế cũng mệnh cho Doãn Chỉ, Doãn Đào, Hoằng Thự , Hoằng Trác , Hoằng Hi , Hoằng Phưởng , Hoằng Xuân , Hoằng Ngang  mặc tang phục. Lúc đưa tang, mỗi cánh quân phái một Lĩnh thị vệ Nội đại thần, hai Tán trật đại thần, 50 Thị vệ, tiễn đưa đến Trịnh Gia trang, thiết bằng an thố.
Năm thứ 6 (1728), Hoằng Tích được tấn Lý Thân vương. 2 người con của Dận Nhưng là Hoằng Quế và Hoằng Hoàn cũng được Ung Chính nhận làm Dưỡng tử.

### Ảnh hưởng của tranh trữ
Hoằng Tích là trưởng tôn của Khang Hi Đế, từ nhỏ đã được Tổ phụ sủng ái, nuôi dưỡng trong nội cung. Lúc Dận Nhưng bị phế, Hoằng Tích đã trưởng thành, làm người nhân hậu, rất được Khang Hi Đế yêu quý.
Năm Càn Long thứ 4 (1739), tháng 10, Tông Nhân phủ nghị tấu, Trang Thân vương Doãn Lộc cùng với Hoằng Tích, Hoằng Thăng, Hoằng Xương , Hoằng Giao  đi lại thân thiết, mưu đồ bí mật, dâng thư thỉnh cầu xử lý.
Càn Long Đế cho là: "Hoằng Tích tự cho mình là Đông cung Đích tử, bụng dạ khó lường", cách đi tước vị Thân vương của Hoằng Tích, lấy con trai thứ 10 của Dận Nhưng là Hoằng Quế tập Lý Quận vương.

## Đánh giá

### Đánh giá chung
Dận Nhưng là người đầu tiên và là duy nhất của Thanh triều được công khai lập làm trữ quân, hưởng qua điển lễ phong Hoàng thái tử. Ông từ nhỏ đã thông minh hiếu học, khai giảng kinh diên, chủ trì tế tự. Với tư cách là người thừa kế của Khang Hi Đế, ông đã không phụ sự kì vọng của mọi người, văn thao võ lược, có tài trị quốc, điểm ấy cho dù sau này Khang Hi Đế đối với ông thất vọng cũng không phủ nhận. Nhiều lần giám quốc thính chính, giảm bớt gánh nặng cho Phụ hoàng, đối với thời kì cực thịnh của Thanh triều, công lao của Dận Nhưng không thể bỏ qua. Nhưng trường kì sống an nhàn sung sướng, cùng với đấu tranh chính trị rắc rối phức tạp đã làm nhân cách phân liệt, không còn hiền đức nữa, còn đối với người cầm quyền tối cao của chế độ quân chủ mà nói, Hoàng thái tử có càng nhiều đặc quyền thì càng trở thành đối tượng uy hiếp lớn. Tị hiềm giữa Quân-Trữ, Phụ-Tử không thể tránh được. Hoàng thái tử phế rồi lại lập, rồi lại phế, làm cho Khang Hi Đế tâm lực quá độ mệt mỏi. Lần thứ hai phế Thái tử, mặc dù không như những gì ông nói "Hào bất giới ý, đàm tiếu xử chi" nhưng xác thực không thống khổ như lần đầu tiên. Bởi vì ông phát hiện, lập Thái tử không thể tránh khỏi mâu thuẫn, chi bằng đừng lập. Từ sau triều Khang Hi, Ung Chính Đế nhận thấy sự tàn khốc khi lập phế Thái tử, Hoàng tử tranh đoạt, bắt đầu chế độ bí mật lập trữ, từ đó về sau dùng đến thời Hàm Phong.

### Đánh giá qua các triều đại
- Khang Hi Đế:

"胤礽乃皇后所生, 朕煦妪爱惜
Dận Nhưng là do Hoàng hậu sinh ra, trẫm yêu thương vô cùng" 

"皇太子自幼读书, 深明大义, 必然谨慎. 上则祖庙社稷之福, 下则臣民之造化也. 朕不胜喜悦.

Hoàng Thái tử tự ấu độc thư, thâm minh đại nghĩa, tất nhiên cẩn thận. Thượng tắc tổ miếu xã tắc chi phúc, hạ tắc thần dân chi tạo hóa dã. Trẫm bất thắng hỉ duyệt. 
"尔在宫稳坐泰山理事, 故朕在外放心无事, 多日悠闲, 此可轻易得想乎? 朕之恩福盖由行善而致也. 朕在此无不告知众人. 尔如此孝顺父亲, 诸事挂念在心, 朕亦祝尔长寿无疆, 子孙同尔一样孝顺, 亦如此恭敬尔. 尔诸事稔知恭敬, 故写信寄之.

Nhĩ tại cung ổn tọa thái sơn lý sự, cố trẫm tại ngoại phóng tâm vô sự, đa nhật du nhàn, thử khả khinh dịch đắc tưởng hồ? Trẫm chi ân phúc cái do hành thiện nhi trí dã. Trẫm tại thử vô bất cáo tri chúng nhân. Nhĩ như thử hiếu thuận phụ thân, chư sự quải niệm tại tâm, trẫm diệc chúc nhĩ trường thọ vô cương, tử tôn đồng nhĩ nhất dạng hiếu thuận, diệc như thử cung kính nhĩ. Nhĩ chư sự nhẫm tri cung kính, cố tả tín ký chi."  
"皇太子并与诸臣巨细问之, 此一大畅快事也.

Hoàng thái tử tịnh dữ chư thần cự tế vấn chi, thử nhất đại sướng khoái sự dã."
" 皇太子乃极孝顺之人, 想是见花鸟鱼兽, 怜惜朕于沙卤边陲之劳苦耳.

Hoàng thái tử nãi cực hiếu thuận chi nhân, tưởng thị kiến hoa điểu ngư thú, liên tích trẫm vu sa lỗ biên thùy chi lao khổ nhĩ."
"朕治平之天下, 断不可以付此人!

Trẫm trì bình chi thiên hạ, đoạn bất khả dĩ phó thử nhân! " 
- Càn Long Đế:"可知建储册立, 非国家之福, 召乱起衅多, 由於此即. 以我朝而论, 皇祖时, 理密亲王亦尝立为皇太子, 且特选公正大臣, 如汤斌者, 为之辅导. 乃既立之后, 情性乖张, 即汤斌亦不能有所匡救; 群小复从, 而蛊惑. 遂致屡生事端. 上烦皇祖圣虑, 终至废黜; 且即理密亲王孝而无过, 竟承大统, 亦不过享国二年.  Khả tri kiến trữ sách lập, phi quốc gia chi phúc, triệu loạn khởi hấn đa, do vu thử tức. Dĩ ngã triêu nhi luận, Hoàng Tổ thì, Lý Mật Thân vương diệc thường lập vi Hoàng Thái tử, thả đặc tuyển công chính đại thần, như Thang Bân giả, vi chi phụ đạo. Nãi ký lập chi hậu, tình tính quai trương, tức Thang Bân diệc bất năng hữu sở khuông cứu; quần tiểu phục tòng, nhi cổ hoặc. Toại trí lũ sinh sự đoan. Thượng phiền Hoàng Tổ thánh lự, chung chí phế truất; thả tức Lý Mật Thân vương hiếu nhi vô quá, cánh thừa đại thống, diệc bất quá hưởng quốc nhị niên." [28]
- Bạch Tấn:"可以说, 此刻已 23 岁的皇太子, 他那英俊端正的仪表在北京宫廷里同年龄的皇族中是最完美无缺的. 他是一个十全十美的皇太子, 已至在皇族中, 在宫廷中没有一个人不称赞他, 都相信有朝一日, 他像他父亲一样, 成为中华帝国前所未有的伟大皇帝之一.  Khả dĩ thuyết, thử khắc dĩ 23 tuế đích Hoàng thái tử, tha na anh tuấn đoan chính đích nghi biểu tại bắc kinh cung đình lý đồng niên linh đích hoàng tộc trung thị tối hoàn mỹ vô khuyết đích. Tha thị nhất cá thập toàn thập mỹ đích Hoàng thái tử, dĩ chí tại hoàng tộc trung, tại cung đình trung một hữu nhất cá nhân bất xưng tán tha, đô tương tín hữu triêu nhất nhật, tha tượng tha phụ thân nhất dạng, thành vi Trung Hoa đế quốc tiền sở vị hữu đích vĩ đại Hoàng đế chi nhất.

## Một số giai thoại

### Phụ tử tình thâm
Khang Hi Đế nhiều lần ra ngoài, đều không quên ân cần thăm hỏi ái tử ở trong cung, có khi Dận Nhưng không viết thư cho phụ hoàng, Khang Hi Đế hết sức lo lắng. Đối với Khang Hi Đế mà nói, Thái tử là một phần không thể thiếu trong sinh hoạt bình thường của ông. Khang Hi Đế từng nói: "Tình chi tối thân giả, mạc như phụ tử". Thậm chí có một lần, trong thư gửi cho Thái tử, Khang Hi Đế viết: "Thử gian nhĩ thỉnh an văn thư cách tuyệt, trẫm nội tâm bất an".
Trong quãng thời gian tình cảm phụ tử hòa thuận nhất, ngẫu nhiên Dận Nhưng mắc một vài bệnh nhỏ, Khang Hi Đế liền vội vàng đứng ngồi không yên, ăn ngủ không yên. Hai cha con đều không muốn xa rời, lúc Khang Hi Đế xuất chính Tái ngoại, Dận Nhưng tấu: "Thần tòng lai y luyến tất hạ, tập dĩ vi thường". Khang Hi Đế càng là cân nhắc chu toàn, ở Tái ngoại hễ thấy cái gì mới lạ đều không quên gửi về Kinh thành cho Thái tử, thậm chí còn dặn Thái tử gửi cho ông những quần áo cũ để ông nhìn vật nhớ người.
Năm Khang Hi Đế 40 tuổi thì bị bênh sốt rét, giáo sĩ ngoại quốc khuyên dùng Kí ninh, nhưng tác dụng sau khi dùng còn chưa có kết quả chính xác, Dận Nhưng vô cùng lo lắng, quát lớn đám Sách Ngạch Đồ vô tâm sơ ý. Đám người Sách Ngạch Đồ dưới cơn thịnh nộ của Thái tử, ngay tại chỗ phục dùng Kí ninh, Dận Nhưng lúc này mới đem dược đề cử cho Phụ hoàng.
Khang Hi Đế đích thực là một từ phụ, ông yêu thương mỗi một nhi nữ, đối với Thái tử chỉ có hơn chứ không kém. Đối với Dận Nhưng, không phân biệt là nặng nhẹ, Khang Hi Đế đều hết mực cưng chiều, thậm chí ngầm đồng ý cho nghi trượng, quan phục của Thái tử hưởng quy chế gần như của Thiên tử. Khang Hi Đế quy định hằng năm vào ba đại tiết Nguyên Đán, Đông chí, Thiên thu, bách quan đều phải hướng Thái tử hành lễ nhị bái lục khấu, lại ra lệnh kị danh húy của Thái tử. Vì bảo vệ vị trí Thái tử, Khang Hi Đế không tiếc bãi xích trọng thần Nạp Lan Minh Châu. Dung túng cho Dận Nhưng tiêu xài xa hoa, như nhiều lần xuất ngoại tuần du, Thái tử sở dụng còn tốt hơn so với Hoàng đế. Tiêu dùng trong Đông cung cũng không hề thua kém gì Hoàng đế, thậm chí vì được Khang Hi Đế ban thưởng mà còn tốt hơn. Dận Nhưng tính tình thô bạo, tùy ý quất roi chư Vương, Đại thần, Khang Hi Đế lại nhiều lần bao che, xử trí những người ngỗ nghịch bên cạnh Thái tử.
Tóm lại, tất cả nhưng sai lầm của Dận Nhưng đều được Khang Hi Đế nhất mực bao che, không hề nghi ngờ mà trút tất cả lên người thị tòng của Thái tử. Bởi vì Khang Hi Đế tin chắc rằng, con của mình không quá sai lầm, có sai cũng là những kẻ tiểu nhân bênh người xúi bậy. Cứ thế mãi cho đến khi tính tình Dận Nhưng cao cao tại thượng không gì bì nổi, ngang ngược vô lễ, quân tử khí độ lúc trước không còn lại chút gì, trở nên bất thường táo bạo, gây thù hằn khắp nơi. Để cuối cùng, Khang Hi Đế nói: "Bất pháp tổ đức, bất tuân trẫm huấn".

## Thê thiếp

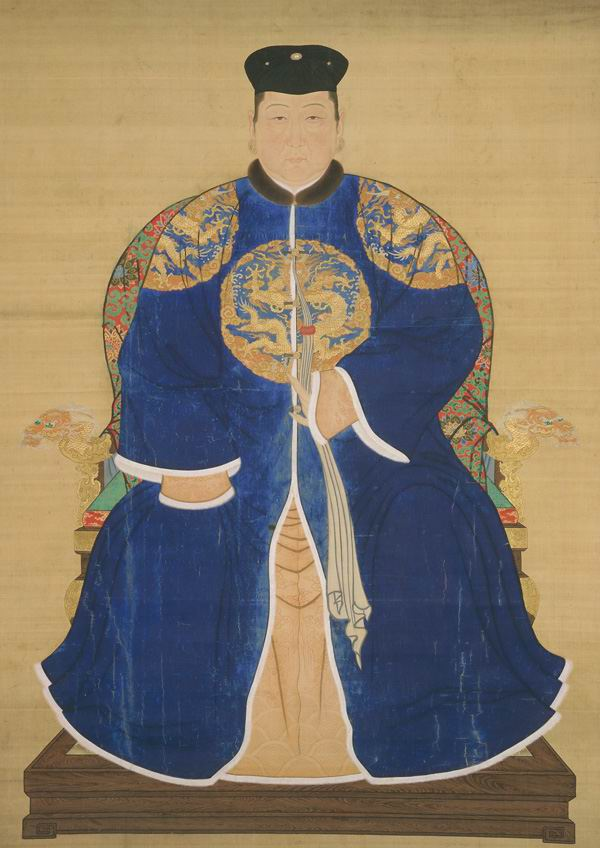
Đích Phúc tấn Qua Nhĩ Giai thị.

### Đích Phúc tấn
- Tô Hoàn Qua Nhĩ Giai thị (苏完瓜尔佳氏) hay Thạch thị (石氏), con gái của Đô thống Thạch Văn Bính (石文炳). Bà được ghi nhận là Thái tử phi duy nhất của nhà Thanh, vì đời sau không còn lệ lập Hoàng thái tử nữa.

### Trắc Phúc tấn
- Lý Giai thị (李佳氏), con gái của Khinh xa Đô uý Thư Nhĩ Đức Khố (舒爾德庫). Ban đầu là Quý nhân trong Dục Khánh cung. Sau vì con trai Hoằng Tích được phong Lý Quận vương mà được gia phong Lý Thân vương Trắc phi.
- Lý Giai thị (李佳氏), con gái của Vân kỵ úy Lôi Đại Nhân (雷大人). Ban đầu là Đáp ứng trong Dục Khánh cung.
- Lâm Giai thị (林佳氏), xuất thân không rõ. Ban đầu là Quý nhân trong Dục Khánh cung.
- Đường Giai thị (唐佳氏), xuất thân không rõ. Ban đầu là Đáp ứng trong Dục Khánh cung.
- Trình Giai thị (程佳氏), con gái của Trình Thế Phúc (程世福).
- Vương Giai thị (王佳氏), xuất thân không rõ.

### Thứ Phúc tấn
- Phạm Giai thị (范佳氏).
- Lưu Giai thị (劉佳氏).
- Lưu thị (劉氏).
- Tiền thị (錢氏).
- Khâu thị (邱氏).

### Dắng thiếp
- Châu thị (朱氏).
- Kỳ thị (祁氏).
- Bùi thị (裴氏).

## Hậu duệ

### Con trai
1. Trưởng tử (1691 – 1701), chết yểu, mẹ là Trắc Phúc tấn Lý Giai thị, con gái Thư Nhĩ Đức Khố.
2. Hoằng Tích (弘晳; 1694 – 1742), mẹ là Trắc Phúc tấn Lý Giai thị, con gái Thư Nhĩ Đức Khố. Được phong Lý Quận vương (1723), sau phong Lý Thân vương (1728), bị tước phong hiệu năm 1739.
3. Hoằng Tấn (弘晉; 1696 – 1717), mẹ là Trắc Phúc tấn Lâm Giai thị, qua đời được truy phong Phụng ân Phụ quốc công.
4. Tứ tử (1704 – 1705), chết yểu, mẹ là Trắc Phúc tấn Đường Giai thị.
5. Ngũ tử (1708), chết ngay khi sinh, mẹ là Thiếp Lưu thị.
6. Hoằng Yến (弘曣; 1712 – 1750), mẹ là Trắc Phúc tấn Đường Giai thị, qua đời được truy phong Phụng ân Phụ quốc công, thụy Khác Hi (恪僖).
7. Hoằng Triều (弘晀; 1714 – 1774), mẹ là Trắc Phúc tấn Vương Giai thị, được phong Phụng ân Phụ quốc công (1734), sau bị tước bỏ phong hiệu (1769).
8. Bát tử (1715 – 1716), chết yểu, mẹ là Thiếp Tiền thị.
9. Hoằng Diêu (弘暚; 1716 – 1783), mẹ là Thiếp Khâu thị, được phong Tam đẳng Thị vệ.
10. Hoằng Quế (弘㬙; 1719 – 1780), mẹ là Trắc Phúc tấn Trình Giai thị, được phong Phụng ân Phụ quốc công (1736), sau phong Lý Quận vương (1739), qua đời được truy phong Lý Khác Quận vương.
11. Hoằng Bính (弘昞; 1720 – 1763), mẹ là Trắc Phúc tấn Vương Giai thị.
12. Hoằng Hoàn (弘晥; 1724 – 1775), mẹ là Trắc Phúc tấn Trình Giai thị, được phong Phụng ân Phụ quốc công (1738).

### Con gái
1. Trưởng nữ (1693), chết ngay khi sinh, mẹ là Trắc Phúc tấn Lý Giai thị, con gái Lôi Đại Nhân.
2. Nhị nữ (1694), chết ngay khi sinh, mẹ là Trắc Phúc tấn Lý Giai thị, con gái Lôi Đại Nhân.
3. Tam nữ (1697 – 1735), mẹ là Đích Phúc tấn Qua Nhĩ Giai thị, được phong Quận Chúa, hạ giá lấy Thổ Mặc Đặc Đạt Nhĩ Hán Bối lặc A Lạt Bố Thản (阿喇布坦).
4. Tứ nữ (1706), chết ngay khi sinh, mẹ là Thứ Phúc tấn Phạm Giai thị.
5. Ngũ nữ (1708 – 1712), chết yểu, mẹ là Thứ Phúc tấn Phạm Giai thị.
6. Hòa Thạc Thục Thận Công chúa (和碩淑慎公主; 1708 – 1784), được Ung Chính Đế nhận nuôi, mẹ là Trắc Phúc tấn Đường Giai thị, hạ giá lấy Quan Âm Bảo (觀音保), họ hàng của Hiếu Huệ Chương Hoàng hậu.
7. Thất nữ (1711 – 1716), chết yểu, mẹ là Thứ Phúc tấn Lưu Giai thị.
8. Bát nữ (1714 – 1760), mẹ là Trắc Phúc tấn Trình Giai thị, được phong Quận chúa, hạ giá lấy Thai cát Bành Tô Khắc Lạp (彭蘇克拉) – hậu duệ Ngao Hán Quận vương Ban Đệ.
9. Cửu nữ (1715 – 1762), mẹ là Trắc Phúc tấn Lâm Giai thị, được phong Huyện chúa, hạ giá lấy Ngao Hán Thai cát Sách Vượng Đa Nhĩ Tế (策旺多爾濟).
10. Thập nữ (1717 – 1720), chết yểu, mẹ là Trắc Phúc tấn Trình Giai thị.
11. Thập Nhất nữ (1717 – 1725), chết yểu, mẹ là Thứ Phúc tấn Lưu Giai thị.
12. Thập Nhị nữ (1717 – 1776), mẹ là Kỳ thị, được phong Quận chúa, hạ giá lấy Khách Lạt Thấm Nhất đẳng Tháp Bố Nang Khách Anh A (喀英阿).
13. Thập Tam nữ (1718 – 1719), chết yểu, mẹ là Châu thị.
14. Thập Tứ nữ (1722), chết ngay khi sinh, mẹ là Bùi thị.

## Trong văn hoá đại chúng
| Năm  | Tác phẩm                                         | Diễn viên                 |
| 1980 | Đại nội quần anh (大内群英)                      | Mạch Thiên Ân (麦天恩)    |
| 1987 | Mãn Thanh tập tam hoàng triều (满清十三皇朝)     | Hoàng Vĩ Lương (黄伟良)   |
| 1995 | Cửu vương đoạt vị (九王夺位)                     | Quách Phong (郭峰)        |
| 1997 | Giang hồ kỳ hiệp truyện (江湖奇侠传)             | Thẩm Mạnh Sinh (沈孟生)   |
| 1999 | Ung Chính vương triều (雍正王朝)                 | Từ Mẫn (徐敏)             |
| 2001 | Khang Hi vương triều (康熙王朝)                  | Vạn Trung Lương (万中良)  |
| 2003 | Hoàng Thái tử bí sử (皇太子秘史)                 | Mã Cảnh Đào (马景涛)      |
| 2011 | Cung tỏa tâm ngọc                                | Tông Phong Nham (宗峰岩)  |
| 2011 | Bộ bộ kinh tâm                                   | Trương Lôi (张雷)         |
| 2012 | Thâm cung điệp ảnh (深宫谍影)                    | Trương Đan Phong (张丹峰) |
| 2017 | Hoa lạc cung đình thác lưu niên (花落宫廷错流年) | Liêu Ngạn Long (廖彦龙)   |